# 1970 у кіно

## Фільми
- M*A*S*H
- Абель, твій брат
- Американський солдат
- Білоруський вокзал
- Ватерлоо
- Гамера проти Джайгера
- Гукати всіх нагору!
- Жандарм на відпочинку
- Жив співучий дрізд
- Заблукалі
- Квіти запізнілі
- Коли розходиться туман
- Конформіст
- Нехай буде так
- Польський альбом
- Розсіяний
- Сади Семіраміди
- Соняшники

### УРСР
- Білий птах з чорною ознакою
- Крок з даху
- Назад дороги немає

## Мультфільми
- Приборкувач (мультфільм, 1970)
- Півень-хірург (мультфільм, 1970)
- Як козаки у футбол грали (мультфільм)

## Персоналії

### Народилися
- 21 січня — Марина Фоїс, французька театральна та кіноакторка
- 29 січня — Гізер Грем, американська акторка
- 17 лютого — Домінік Перселл, австралійський актор
- 7 березня — Рейчел Вайс, акторка та модель з Великої Британії, відома роллю Іві в фільмах «Мумія» та «Мумія повертається»
- 15 березня — Абдулов Віталій Зінурович, російський кіноактор.
- 16 березня — Радчук Ольга Василівна, українська акторка кіно та дубляжу, радіоведуча.
- 26 березня — Мартін Макдонах, ірландський драматург та кінорежисер.
- 27 березня: Елізабет Мітчелл, американська акторка
- 28 березня — Вінс Вон, американський актор
- 25 квітня — Джейсон Лі, американський кіноактор
- 29 квітня — Ума Турман, американська акторка
- 18 травня — Кришталь Михайло Володимирович, український актор театру, кіно та дубляжу, шоумен, композитор, поет-пісняр, аранжувальник
- 8 червня — Келлі Вільямс, американська акторка
- 10 липня — Джон Рональд Сімм, англійський актор та музикант
- 12 липня — Ор Атіка, французька акторка, сценаристка та кінорежисерка
- 16 липня — Апічатпон Вірасетакул, тайський кінорежисер, сценарист та продюсер
- 22 липня:
  - Наомі Кемпбелл, британська супермодель та акторка
  - Жонатан Заккаї, бельгійський актор, кінорежисер та сценарист
- 24 липня — Дженніфер Лопес, американська акторка та співачка
- 30 липня — Крістофер Нолан, англо-американський кінорежисер, сценарист і продюсер
- 2 серпня — Кевін Сміт, американський режисер, актор і автор сценаріїв, творець кінокомпанії «View Askew Productions»
- 12 серпня — Чарлз Месьюр, австралійський актор англійського походження
- 24 серпня — Юрій Горбунов, український телеведучий, шоумен, актор
- 1 вересня — Падма Лакшмі, американська модель індійського походження, акторка, телеведуча
- 16 вересня — Антоніо Манетті, італійський кінорежисер, сценарист, продюсер та актор
- 29 вересня — Ніколас Віндінґ Рефн, данський кінорежисер, сценарист і продюсер
- 3 жовтня — Ека Чавлеїшвілі, грузинська акторка театру та кіно.
- 8 жовтня — Метт Деймон, американський актор, продюсер і сценарист
- 18 листопада — Майк Еппс, американський актор-комік
- 11 грудня — Грегорі Баке, французький актор, співак, музикант і режисер
- 12 грудня:
  - Реджина Голл, американська кіноакторка
  - Дженніфер Коннеллі, американська акторка

- 15 грудня — Кім Портер, американська акторка

- 24 грудня — Аморі Ноласко, пуерториканський актор, відоміший як Фернандо Сукре з серіалу Втеча з в'язниці
- ? — Кьода Томокі, японський режисер та аніматор

### Померли
- 25 січня — Цубурая Ейдзі, японський режисер спецефектів.
- 2 лютого — Лоуренс Грей, американський актор.
- 3 лютого — Хмара Григорій Михайлович, російський, німецький та французький актор українського походження.
- 14 лютого — Артур Едісон, американський кінооператор (нар. 1891).
- 20 лютого — Гастон Модо, французький актор.
- 24 лютого — Конрад Найджел, американський актор.
- 9 березня — Немченко Євген Костянтинович, радянський і російський актор театру і кіно, кінорежисер.
- 10 березня — Васіліс Авлонітіс, грецький актор, один з найвідоміших представників, так званої, старої грецької школи коміків.
- 29 березня — Лев Кулєшов, російський радянський актор німого кіно, кінорежисер, сценарист, теоретик кіно (нар. 1899).
- 17 квітня — Луспекаєв Павло Борисович, радянський актор театру та кіно.
- 25 квітня — Савінова Катерина Федорівна, радянська російська акторка.
- 28 квітня — Ед Беглі, американський актор.
- 8 травня — Кобозєв Іван Григорович, радянський російський актор, сценарист, кінорежисер.
- 14 травня — Біллі Берк, американська акторка
- 16 травня — Уно Геннінґ, шведський актор театру та кіно.
- 27 травня — Маріо Бава, італійський кінооператор, кінорежисер, сценарист, майстер зі спецефектів (нар. 1914).
- 1 червня — Козаченко Григорій Якович, український радянський актор.
- 14 червня — Вільям Г. Деніелс, американський кінооператор.
- 1 липня — Рєпнін Петро Петрович, радянський російський актор театру і кіно, театральний режисер.
- 10 серпня — Ердман Микола Робертович, російський драматург, сценарист.
- 11 вересня — Честер Морріс, американський актор.
- 23 вересня — Андре Бурвіль, французький актор і співак.
- 29 вересня — Едвард Еверетт Гортон, американський актор.
- 5 жовтня — Владиславський Володимир Олександрович, радянський актор театру і кіно.
- 12 жовтня — Мічурін Геннадій Михайлович, російський актор, Заслужений артист Росії.
- 23 грудня:
  - Чарльз Рагглз, американський актор.
  - Айманов Шакен Кенжетайович, казахський радянський актор, режисер театру і кіно, сценарист.
- 26 грудня — Рєзник Яків Аврамович, український кінооператор комбінованих зйомок.